# توویت (کتاب)
توویت کتاب داستان مذهبی و تخیلی بزبان عبرانی مربوط به قرن‌سوم تا قرن‌یکم پیش از میلاد است. اصل کتاب توویت که به صورت یونانی بدست آمده شاید در اصل به زبان آرامی بوده‌است.

## موضوع کتاب
موضوع متن توویت با داستان آهیگر که در شرق‌نزدیک مشهور است مربوط گشته و بدین جهت مانند داستان مزبور به قرن هشتم و هفتم پیش از میلاد منسوب شده‌است. قهرمان داستان اسرائیلی‌یانی هستند که چنان‌که در کتاب پادشاهان آمده توسط آشوریان به سرزمین ماد کوچانده شده‌اند، مع‌هذا منشأ یهودی داستان در هر صفحهٔ آن مشهود است.
در حال حاضر ممکن نیست به دقّت و صراحت منابع مورد استفادهٔ مؤلف توویت را معلوم ساخت. در هر حال وی گذشته از کتاب پادشاهان، یکی از رویات قدیمی داستان آهیگر را که بدست ما نرسیده و بی‌شک قبل از پایان قرن هفتم تحریر شده بود و تا اندازه‌ای وضع آن زمان را با صراحت و درستی شرح می‌داده، مورد استفاده قرار داده است. شاید مؤلف کتاب توویت از بعضی آثار ادبی شرقی هم استفاده کرده باشد. وی اندک آشنایی با جغرافیا و تاریخ ماد نیز دارد. توویت بیشتر به اندزرها و خطبه‌های مذهبی می‌پردازد و در ضمن مؤلف با تعلیمات دینی زرتشت آشنا بوده‌است
تعیین تاریخ تألیف کتاب توویت امری بسیار دشوار است؛ ولی بی‌شک نویسندهٔ آن اسرائیلی تبعیدی به آشور یا ماد نبوده، بلکه یهودی می‌باشد که در دیاسپور و به ظن غالب در سرزمین پارته بعد از قرن سوم پیش از میلاد زندگی می‌کرده‌است یعنی در عهدی که قدیمتر از دوران سلطنت مهرداددوم نبوده، می‌زیسته است زیرا در این داستان اشاراتی به کتاب یونس‌نبی که به عقیدهٔ منتقدان تورات در پایان قرن چهارم پیش از میلاد نوشته شده، دیده می‌شود. بر روی هم بلاشک کتاب توویت از لحاظ مضمون به کتاب یونس‌نبی نزدیک است و مانند آن جنیهٔ داستانی دارد و مربوط به نینوا پایتخت آشور می‌باشد.

### تئوری تاریخی توویت
در این زمینه نظرات ایشان چنین است: سنخریب پادشاه آشور را پسر انماسار ( سلمنسرپنجم) می‌شمارد و ظاهراً فقط سبب آن است که در کتاب پادشاهان نام سنخریب بلافاصله بعد از سلمنسرپنجم آمده است و از سارگون دوم که در فاصلهٔ سلطنت آن دو پادشاهی داشته ذکری نرفته است. تاریخ تخریب آشور را تا حدی درست حساب کرده‌است. مؤلف این تقسیم‌بندی را به نبوکدنصر و آسوئر نسبت می‌دهد. نام هر دو پادشاه نبوکدنصر و آسوئر در تورات آمده است و آحاش‌وروش (آسوئر) همان خشایارشای پارسی باستان است. ولی ظاهراً مؤلف داستان خشاریارشا را با آستیاگ یکی می‌داند.